# チャーリー礒崎
チャーリー礒崎（チャーリーイソザキ）は、日本を代表する鍛鉄、ロートアイアンアーティスト。元マウンテンバイク世界選手権日本代表選手・日本のスポーツタレント。チェルキオプロモーション代表取締役。別名：キャップ。
幼少時より両親の経営する鉄工所で30年以上慣れ親しんでいた鉄[ロートアイアン]を活かしたアーティストとして八王子の高尾山に近い陣馬山にて鉄工房・ギャラリーを構え、家具やインテリア・エクステリア、オブジェなど幅広い作品を作り出し、小田急百貨店、三越百貨店の個展を始め各地で活躍。
高尾山薬王院に奉納される御神体「鉄蛸」の製作を始め鉄・鍛鉄[ロートアイアン]・木で製作したオブジェや家具、門扉や手摺り店舗什器製作や店舗デザインなどのインテリア&エクステリア作家。
アイアンミニチュアハウス・アイアンミニチュアカー作家第一人者としても活躍中。
鉄の素材を活かし東京都八王子市の高尾に礒崎鉄工（1975年設立）のアート部門として、工房とギャラリーを併設したアートデザインファクトリー「CERCHIO」を神奈川県愛川町半原にて設立。貸しギャラリーやカフェを併設し自らの作品を始め様な絵画を初めとした作品を展示・販売するアートギャラリーで、日本を代表する鍛鉄、ロートアイアン作家として活躍。
現在は高尾のギャラリーに統一し、自転車のレッスンやイベント、レンタルサイクルも展開。

## 来歴
東京都出身。父親は建築家・鍛金家、母親は画家という家庭に育つ。
2016年個人としては初の八王子市観光PR特使に任命。八王子市を代表する芸術家、タレントとして観光、教育、スポーツ、芸術アートを初め活動し、毎年高尾山薬王院節分会にて芸能人枠での豆まき実施。八王子市一日消防署長や子ども子育て支援委員としても活躍。
2014年10月に八王子市公共施設夕やけ小焼けふれあいの里にて『チャーリー礒崎のロートアイアンミュージアム』をオープン。
2020年東京オリンピック八王子市自転車競技会場誘致活動に協力。
2020年書家「金澤翔子」との初のコラボレーション作家として共同製作。北海道旭川家具メーカーとのコラボレーションを展開。

### 自転車競技
- 1995年から1996年のマウンテンバイク世界選手権にダウンヒル種目、クロスカントリー種目において全日本エリートクラス.日本代表ナショナルチームとして活躍。
- 1000mタイムトライアル記録１分13秒10[大垣競輪場]
- 名古屋に本社を置くIRC井上ゴム工業のプロマウンテンバイクチームINOACレーシングに所属しタイヤの開発やバイク・ウエア・プロテクターなどのデザイン、開発をするライダーとして活躍。
- プロ自転車選手として初の自動車メーカー ジャガー、CORNESフェラーリの公認バイシクルプロライダーとして活躍。
- プロ・ワークスチーム所属歴　三ツ星ベルト・DIACOMPE→yosemite[アメリカ]→brodie[カナダ]→IRC INOAC SPORTSライトスピード→INOACキャノンデール→INOACsunn→INOACライトスピード→ジャガースポーツ→コルナゴCORNESフェラーリ→KOGAミヤタ→コラテック・エディメルクス
- 現在自転車メーカー株式会社グローブライドの協賛を受けドイツ自転車メーカーコラテック・FOCUSバイクのPR及びテストライダーとして活躍中。
- 全日本マウンテンバイク選手権大会エリートクラスその他数々のレースで23回の優勝経験を持つ。
- 相模湖ピクニックランド[現 相模湖プレジャーフォレスト]マウンテンバイクコースデザイン・設計。
- 自転車とファッション＆ビューティーを融合したファッションバイシクルデザイナーの日本第一人者・スポーツタレントとして活躍。また日本テレビ「おネエ☆MANS」レギュラーを始めTVやメディア出演。
- 2007年11月六本木[俳優座劇場]にてプリンセス天功監修の舞台「地獄八景」に初の舞台デビュー。
- ドコモ・ソフトバンク・au携帯電話チャーリー礒崎公式占いサイト開設。
- マウンテンバイク・自転車の推進活動として20年前にマウンテンバイク選手として初の芸能事務所に所属。ラインストーンを張り巡らせた自転車の制作や自転車を「綺麗いに美しく」をテーマにした女性向けの乗り方の[ビューティーサイクリング]の提案・発信。
- レース経験やプロテストライダーとしての経験を生かしスポーツ関係だけでなくコスメや食品他様々な商品のデザイナー・クリエイターとして活躍するとともに自転車メーカーエディメルクス・コラテック・ミヤタのプロモーション及びテストライダーとして才能を生かす。
- 幼少時より30年以上慣れ親しんでいた鉄[ロートアイアン]のアーティストとして八王子の高尾山に近い陣馬山にて工房・アトリエを構え、家具やインテリア・エクステリア、オブジェなど幅広い作品を作り出し小田急百貨店・三越百貨店の個展を始め各地で活躍。アイアンミニチュアハウスアーティスト第一人者としても活躍。

## 人物
身長170cm、体重70kg。血液型はB型。
芸名の名付け親はレーシングカーデザイナーの由良拓也。
元ダウンヒル・クロスカントリー全日本マウンテンバイク選手権大会エリートクラスその他数々のレースで23回の優勝経験を持つ。レース経験やプロテストライダーとしての経験を生かし自動車メーカーホンダ技研を始めとする自動車メーカー、パーツメーカーのアドバイザー&テストドライバーを行い現在様々な商品のデザイナー・クリエイターとして活躍するとともに自転車メーカーコラテック・FOCUSのプロモーション及びテストライダーとして活躍中。

## 出演

### TV
- 「おネエ★MANS」日本テレビ
- 「大笑点」日本テレビ
- 「ズームイン!!SUPER」日本テレビ
- 「ラジかるッ」日本テレビ
- 「スッキリ!!」日本テレビ
- 「donna」日本テレビ
- 「Newsリアルタイム」日本テレビ
- 「ミラクル☆シェイプ」日本テレビ
- 「未来予報201X」日本テレビ
- 「おもいっきりイイ!!テレビ」日本テレビ
- 「ドラバラZONE」日本テレビ
- 「2時っチャオ!」TBS
- 「王様のブランチ」TBS
- 「晴れたらイイね」フジテレビ
- 「スーパータイム」フジテレビ
- 「海筋肉王バイキング」フジテレビ
- 「キッズニュース」テレビ朝日
- 「マーメイド」テレビ朝日
- 「マイドリーム」テレビ東京
- 「独占サイクルスポーツ」テレビ東京
- 「OH!ばんです」宮城テレビ
- 「MTB全日本選手権」NHK BS
- 「Yahoo!トークライブ」Yahoo! JAPAN
- 「シクロチャンネル」シクロイマージュ

### ラジオ
- 「寺島尚正ラジオパンチ」文化放送
- 「クリエイターズナイト」ニッポン放送
- 「1422KHz」ラジオニッポン
- 「That's ウェイクマンショー」TOKYO FM
- 「JET STREAM」TOKYO FM
- 「Good Body Good Holiday!」TOKYO FM

### 雑誌
- 「FENEK」三推社
- 「ベストカー」三推社
- 「東京ウォーカー」角川クロスメディア
- 「ザハイビジョン」(株)角川ザハイビジョン
- 「ザテレビジョン」(株)角川ザテレビジョン
- 「TV LIFE」学習研究社
- 「MAQUIA」集英社
- 「FRAU」講談社
- 「女性自身」光文社
- 「女性セブン」小学館
- 「びゅーSaRaSa」美容総合出版
- 「ニューサイクリング」エヌシー企画
- 「バイシクルナビ」二玄社
- 「サイクルスポーツ」八重洲出版
- 「Ray」主婦の友社